# Won Jin-ah
Dans ce nom coréen, le nom de famille, Won, précède le nom personnel.
Won Jin-ah est une actrice sud-Coréenne, née le 29 mars 1991 à Cheonan en Chungcheong du Sud.

## Biographie
Won Jin-ah naît le 29 mars 1991 à Cheonan, en Chungcheong du Sud.
Elle travaille dans de différents métiers à temps partiel afin de se consacrer à son temps libre en passant des auditions, malgré son inexpérience théâtrale, en tant que figurante pour des publicités télévisées ou des films, tels que Now Playing (오늘 영화) de Kang Kyung-tae (2014) et The Chosen: Forbidden Cave (퇴마: 무녀굴) de Kim Hwi (2015).
Â 24 ans, elle décroche un rôle principal pour le court métrage A Game of Catch (ou Catchball, selon la traduction) de Yu Eun-jeong,.
En 2017, elle se révèle dans la série romantique Just Between Lovers (그냥 사랑하는 사이) pour laquelle elle est nommée meilleur nouvelle actrice à Baeksang Arts Awards en 2018.

## Filmographie

### Cinéma

#### Longs métrages
- 2014 : Now Playing (오늘 영화) de Kang Kyung-tae, Koo Kyo-hwan, Yi Okseop et Yoon Seong-ho  : une écolière
- 2015 : The Chosen: Forbidden Cave (퇴마: 무녀굴) de Kim Hwi : l'employée du temple
- 2016 : No Tomorrow (섬. 사라진 사람들) de Lee Ji-seung : l'épouse de Seok-hoon
- 2016 : The Age of Shadows (밀정) de Kim Jee-woon : la nonne en vélo
- 2017 : Steel Rain (강철비) de Yang Woo-seok : Ryeo Min-kyeong
- 2019 : Money (돈) de Park Noo-ri : Park Si-eun
- 2019 : Long Live the King (롱 리브 더 킹: 목포 영웅) de Kang Yoon-seong : Kang So-hyeon
- 2021 : On the Line (보이스) de Kim Gok et Kim Sun : Mi-yeon

Prochainement
- 2022 : Happy New Year (해피 뉴 이어) de Kwak Jae-yong

#### Courts métrages
- 2015 : A Game of Catch de Yu Eun-jeong : Jang Min-yeong[2]
- 2015 : Secondhand, Paul de[Qui ?][1]
- 2016 : Bye By Bi de[Qui ?][1]

### Télévision

#### Séries télévisées
- 2017 : Rain or Shine (그냥 사랑하는 사이) : Ha Moon-soo
- 2018 : Life (라이프) : Lee No-eul, spécialiste en pédiatrie
- 2019 : Melting Me Softly (날 녹여주오) : Go Mi-ran
- 2021 : She Would Never Know (선배, 그 립스틱 바르지 마요) : Yoon Song-ah
- 2021 : Hellbound (지옥) : Song So-hyeon, épouse de Young-jae

## Théâtre
- 2021 : Hometown Spring (고향의 봄) : Choi Soon-ae[5]

## Distinctions

### Récompense
- APAN Star Awards 2018 : meilleure nouvelle actrice dans Just Between Lovers (그냥 사랑하는 사이)[6]

### Nominations
- Baeksang Arts Awards 2018 : meilleure nouvelle actrice dans Just Between Lovers (그냥 사랑하는 사이)[7]
- The Seoul Awards 2018 : meilleure nouvelle actrice dans Just Between Lovers (그냥 사랑하는 사이)[8]
- Chunsa Film Art Awards 2020 : meilleure nouvelle actrice dans Long Live the King (롱 리브 더 킹: 목포 영웅)